# Läther
Läther es un álbum del músico y compositor estadounidense Frank Zappa. Producido por Zappa en 1977, las grabaciones que contiene el álbum se hicieron entre 1972 y 1976. La mayoría de las pistas, en un principio fueron editadas en cuatro álbumes individuales bajo el sello discográfico Warner Bros. entre 1978 y 1979. Los álbumes son Zappa in New York (1978), Studio Tan (1978), Sleep Dirt (1979) y Orchestral Favorites (1979). Algunas pequeñas partes de Läther también aparecen en Shut Up 'n Play Yer Guitar de 1981.

## Historia
Antes de la edición original de Läther en CD en 1996, el álbum había sido considerado como uno de los grandes álbumes perdidos de la historia.
Todavía hay mucha confusión con respecto a las intenciones originales de Zappa para el álbum. Muchos seguidores de Zappa creen que su intención primera fue editar el álbum en cuatro álbumes individuales (un total de 5 LP), siendo así como los mandó en primera instancia a Warner Bros. en 1976. La historia oficial dada por Gail Zappa cuando salió Läther en 1996 contradice muchas de las evidencias dejadas en entrevistas a Zappa y artículos de la época. Cuando el material se lanzó en CD con Zappa aun vivo él decidió editarlo en cuatro CD indivialues. Cada CD de la colección tenía un estilo propio. De todas maneras, en Läther está todo mezclado sin ningún orden aparente.
La historia oficial de Gail Zappa es la siguiente: el álbum fue originalmente concebido como una caja recopilatoria de cuatro álbumes en 1977. Cuando Zappa entregó los álbumes a Warner Bros. Records, el sello discográfico rechazó lanzarlos. Zappa pidió un cambio en el contrato para poder hacer este tipo de proyectos especiales. Warner Bros.  aceptó brevemente , antes de pedirle los cuatro álbumes que según ellos les debía. Zappa reeditó en material en cuatro álbumes independientes Zappa in New York, Studio Tan, Sleep Dirt y Orchestral Favorites. Después de lanzar el primero, Warner se negó a pagarle y a lanzar el resto de la colección.
Zappa tomó cartas en el asunto tocando, en diciembre de 1977, el álbum Läther íntegro en una emisora de radio de Pasadena (KROQ) dando instrucciones a los oyentes de grabarlo todo. Cuando Zappa intentó conseguir un contrato con Mercury/Phonogram para lanzar Läther, Warner Bros. decidió lanzar los álbumes individuales que les había entregado en 1976. hasta la edición en CD de Rykodisc, Läther solo estuvo disponible en bootlegs grabadas de la edición radiodifundida.
El triple CD representa las ocho caras preconcebidas para el álbum original de 1977. La mayoría del material que aparece en Läther aparece en álbumes de la época de 1978/1979; en total de las treinta canciones del álbum veinte ya aparecen en algún otro álbum. Aun así, solo seis de las pistas son exactas a sus apariciones en otros álbumes, todas las demás siendo de alguna manera alteradas para la edición de 1996. Hay una pequeña discrepancia: en el libreto del CD se incluye una versión de "Baby Snakes". No hay ninguna explicación de porqué esta canción aparece en el libreto pero no en el álbum mismo.

## Lista de canciones
Todas las canciones compuestas por Frank Zappa.

### Cara 1
1. "Re-gyptian Strut" – 4:36
2. "Naval Aviation in Art?" – 1:32
3. "A Little Green Rosetta" – 2:48
4. "Duck Duck Goose" – 3:01
5. "Down in de Dew" – 2:57
6. "For the Young Sophisticate" – 3:14

### Cara 2
1. "Tryin' to Grow a Chin" – 3:26
2. "Broken Hearts Are for Assholes" – 4:40
3. "The Legend of the Illinois Enema Bandit" – 12:43

### Cara 3
1. "Lemme Take You to the Beach" – 2:46
2. "Revised Music for Guitar & Low Budget Orchestra" – 7:36
3. "RDNZL" – 8:14

### Cara 4
1. "Honey, Don't You Want a Man Like Me?" – 4:56
2. "The Black Page #1" – 1:57
3. "Big Leg Emma" – 2:11
4. "Punky's Whips" – 11:06

### Cara 5
1. "Flambe" – 2:05
2. "The Purple Lagoon" – 16:22

### Cara 6
1. "Pedro's Dowry" – 7:45
2. "Läther" – 3:50
3. "Spider of Destiny" – 2:40
4. "Duke of Orchestral Prunes" – 4:21

### Cara 7
1. "Filthy Habits" – 7:12
2. "Titties 'n Beer" – 5:23
3. "The Ocean Is the Ultimate Solution" – 8:32

### Cara 8
1. "The Adventures of Greggery Peccary" – 21:00

### Pistas adicionales en CD
1. "Regyptian Strut (1993)" – 4:42
2. "Leather Goods" – 6:01
3. "Revenge of the Knick Knack People" – 2:25
4. "Time Is Money" – 3:04